# Flipper (groupe)
Pour les articles homonymes, voir Flipper (homonymie).
Flipper est un groupe de punk et noise américain, originaire de San Francisco, Californie.

## Biographie

### Premières années (1979-1989)
Créé par d'anciens membres des groupes punk SST, Sleepers et Negative Trend, Flipper enregistre à la fin de 1979 quelques pièces, qui seront disponibles sur les 7" SF Undeground, une série de compilations de Subterranean Records, un label formé par le chanteur Steve Tupper. En 1981, Flipper lance son premier 7", Love Canal / Ha Ha Ha. Suivront les Brainwash / Sex Bomb Baby et Old Lady That Swallowed The Fly / Get Away. Puis seront lancés sur Subterranean les deux albums studio : Generic Flipper (en 1982) et Gone Fishin' (en 1985).
Parfois plus expérimental que punk rock selon les standards du genre, le but de Flipper était d'être mauvais d'une manière dont aucun groupe n'avait été mauvais auparavant. Même avec cet objectif en tête, on doit admettre qu'ils ont manqué leur coup puisque, malgré l'irritation et le mépris qu'il suscitait parfois, leur renommée allait sans cesse grandissante dans le milieu underground de San Francisco, puis parmi les groupes qui suivront. Le style de punk préconisé par Flipper était joué de façon plus lente et plus lourde que la majorité des formations punk de l'époque, ce qui a eu une certaine influence sur la scène grunge qui devait se développer ailleurs au milieu des années 1980. Devenu populaire, Kurt Cobain de Nirvana fit plusieurs apparitions publiques et se laissa photographier à de nombreuses reprises avec un t-shirt de Flipper, ce qui a contribué à la renommée du groupe. De plus, The Melvins lance en 1990 un simple vinyle comprenant deux reprises de Flipper (Love Canal / Someday) et offre une version, en 1992, de la pièce Sacrifice, sur son album Lysol.
Flipper est reconnu pour laisser le public monter sur scène pendant ses spectacles. Certains fans prirent rapidement l'habitude de déranger les musiciens lorsqu'ils jouaient, ce qui désaccordait les instruments et contribuait encore davantage au son distordu et expérimental du quatuor. La réputation du groupe était de faire davantage d'auto-promotion que de musique véritable. Ils étaient reconnus à San Francisco pour peinturer la ville avec des graffitis de leur logo: un poisson mort. Des fans ont même transformé le signe Clipper Street en Flipper Street. Certains logos sont toujours visibles dans ville, et des poissons morts peinturés sont apparus, avec les années, dans les toilettes du Vatican, sur le Mur de Berlin et sur la Grande Muraille de Chine. Moby est chanteur de Flipper, remplaçant Will Shatter pendant deux jours en 1982.
En 1984, peu après la sortie de Gone Fishin' sur Subterranean, un label qui ne distribue que des cassettes audio, ROIR, rend disponible un enregistrement de Flipper au CBGB de New York. Ce spectacle sera disponible sur CD en 1990. Rapidement épuisé, il sera réimprimé en 2001. John Lydon de Public Image Limited est accusé d'avoir volé l'idée de la pochette du premier album de Flipper pour son propre groupe. En représailles, le quatuor californien baptise son double-album live Public Flipper Limited en 1986. Le chanteur Will Shatter meurt en 1987 d'une surdose de drogue, peu de temps après avoir créé un nouveau groupe A3I (pour: All Three Initials, une manière de se moquer de tous les groupes punk ou hardcore comme SNFU ou DRI dont le nom était un acronyme). Un peu plus tard, Subterranean lance une compilation vinyle des enregistrements du groupe qu'elle juge les plus pertinents. Sex Bomb Baby parait donc en 1988.
Bruce Loose fait partie de l'Église universelle de la vie, une « église » qui vend des certificats d'ordination à qui en fait la demande. Loose se joint à cette organisation pour célébrer le mariage de l'ancien chanteur des Dead Kennedys, Jello Biafra, aussi de San Francisco[Quand ?].

### Après Will Shatter (1990-1999)
Au début des années 1990, le groupe revient avec un nouveau single nommé Someday/ Distant Illusion et fait de la tournée. À cette époque, les problèmes d'héroïne de Bruce Loose s'aggravent et il va jusqu'à voler des bandes maîtresses (master tapes) des locaux du label Subterranean. En 1992, un nouvel album, American Grafishy, est lancé sur Def American. Après la sortie du nouvel album, John Dougherty meurt d'une overdose médicamenteuse. En plus du décès de Shatter et Dougherty, le membre fondateur Williams mourra également d'une overdose d'héroïne,. Ted Falconi et Bruce DePace vendront les droits des chansons de Flipper au célèbre producteur Rick Rubin. Ce dernier utilisera des moyens légaux pour obtenir la musique que possède Subterranean. Rubin lancera des réimpressions de deux albums - Generic Flipper sur American Recordings et Sex Bomb Baby sur son étiquette Zero. Mais ce dernier label cessera ces activités.

### Retour (depuis 2002)
En 2002, Bruce Loose refait surface et monte sur scène, sous le nom Not Flipper, pour un spectacle à Berkeley, dans la salle du 924 Gilman Street. Les trois membres originaux survivants se sont réunis dans un concert en appui au CBGB, menacé de fermeture, les 26 et 28 août 2005. Le chanteur Bruce Loose, tout comme trois ans auparavant, se déplace avec une canne, qu'il garde avec lui sur scène. Steve DePace travaillerait dans le cinéma d'animation, à Los Angeles et tenterait de vendre l'histoire de Flipper à des éditeurs.
En 2008, le groupe enregistre un nouvel album avec Novoselic. Le 19 mai 2009, Flipper publie un double-album comprenant un premier album, Love, et un second album, mais live, Fight. Ces deux albums sont produits par Jack Endino. Novoselic annonce son départ du groupe en septembre 2009, forçant le groupe à annuler ses tournées à venir.
Flipper joue deux concerts au Bottom of the Hill à San Francisco les 10 et 11 octobre 2015, avec DeSmartass à la basse et David Yow (ex-Scratch Acid et the Jesus Lizard) au chant.

## Membres

### Membres actuels
- Ted Falconi – guitare (depuis 1979)
- Steve DePace – batterie (depuis 1979)
- Rachel Thoele – basse (2009–2015, depuis 2019)
- David Yow - chant (depuis 2015), basse (2015–2019)

### Anciens membres
- Will Shatter – basse\chant (1979–1987, décédé le 9 décembre 1987)
- Ricky Williams – chant (1979, décédé le 21 novembre 1992)
- Bruce Loose - chant (1979-2015), basse (1979-1990, 1993-2009)
- Bruno DeSmartass – basse, guitare (1983, 2005–2006, 2015)
- John Dougherty – basse (1990–1993, décédé en 1993)
- Krist Novoselic – basse, guitare (2006–2009)

## Discographie
- 1982 : Generic Flipper
- 1984 : Blow'n Chunks
- 1984 : Gone Fishin'
- 1986 : Public Flipper Limited Live 1980-1985 (album live)
- 1988 : Sex Bomb, Baby!
- 1990 : American Grafishy
- 1991 : Nürnberg Fish Trials
- 2009 : Fight